# 20340 Susanruder
A 20340 Susanruder (ideiglenes jelöléssel 1998 HR91) a Naprendszer kisbolygóövében található aszteroida. A LINEAR projekt keretében fedezték fel 1998. április 21-én.